# ميليسا مكبرايد
ميليسا مكبرايد (بالإنجليزية: Melissa McBride)‏ مواليد 23 مايو 1965 في كنتاكي، الولايات المتحدة، هي ممثلة أمريكية بدأت مسيرتها الفنية عام 1993. عُرفت بدورها ككارول في مسلسل الموتى السائرون.

## الأعمال
- 2007: السديم
- 1997: جوال تكساس ووكر
- 1999: قراصنة وادي السيليكون
- 2010-الآن: الموتى السائرون

## الترشيحات والجوائز
| السنة | الحدث         | الفئة                               | النتيجة     |
| ----- | ------------- | ----------------------------------- | ----------- |
| 2012  | جوائز ستالايت | أفضل تمثيل - مسلسل تلفزيوني         | فوز         |
| 2014  | جائزة زحل     | أفضل ممثلة مساعدة في مسلسل تلفزيوني | في الانتظار |

## وصلات خارجية
- ميليسا مكبرايد على موقع IMDb (الإنجليزية)
- ميليسا مكبرايد على موقع روتن توميتوز (الإنجليزية)
- ميليسا مكبرايد على موقع ألو سيني (الفرنسية)
- ميليسا مكبرايد على موقع أول موفي (الإنجليزية)
- ميليسا مكبرايد على موقع أول موفي (الإنجليزية)
- ميليسا مكبرايد على موقع قاعدة بيانات الأفلام السويدية (السويدية)
- ميليسا مكبرايد على موقع إن إن دي بي (الإنجليزية)
- ميليسا مكبرايد على موقع قاعدة بيانات الفيلم (الإنجليزية)
- ميليسا مكبرايد على موقع كينوبويسك (الروسية)